# Episodi di Six Feet Under (prima stagione)
La prima stagione della serie televisiva Six Feet Under è stata trasmessa per la prima volta negli Stati Uniti il 3 giugno 2001 e si è conclusa il 19 agosto 2001 sulla HBO, mentre in Italia è stata trasmessa in prima visione su Italia 1 dal 24 marzo al 1º giugno 2004. Per ogni episodio vengono riportati regista e autore, oltre alla morte presente nell'episodio (con date di nascita, di morte e causa), caratteristica peculiare della serie.
| nº | Titolo originale | Titolo italiano                | Prima TV USA   | Prima TV Italia |
| -- | ---------------- | ------------------------------ | -------------- | --------------- |
| 1  | Pilot            | Fisher & figli                 | 3 giugno 2001  | 24 marzo 2004   |
| 2  | The Will         | Il testamento                  | 10 giugno 2001 | 24 marzo 2004   |
| 3  | The Foot         | A piede libero                 | 17 giugno 2001 | 31 marzo 2004   |
| 4  | Familia          | Un consulente dall'altro mondo | 24 giugno 2001 | 31 marzo 2004   |
| 5  | An Open Book     | Funerale a luci rosse          | 1º luglio 2001 | 7 aprile 2004   |
| 6  | The Room         | Nel nome del Padre             | 8 luglio 2001  | 13 aprile 2004  |
| 7  | Brotherhood      | Caino e Abele                  | 15 luglio 2001 | 20 aprile 2004  |
| 8  | Crossroads       | Destini incrociati             | 22 luglio 2001 | 27 aprile 2004  |
| 9  | Life's Too Short | La vita è troppo breve         | 29 luglio 2001 | 4 maggio 2004   |
| 10 | The New Person   | Senza fede                     | 5 agosto 2001  | 11 maggio 2004  |
| 11 | The Trip         | Il viaggio                     | 12 agosto 2001 | 18 maggio 2004  |
| 12 | A Private Life   | Una questione privata          | 19 agosto 2001 | 25 maggio 2004  |
| 13 | Knock, Knock     | La zia Lilian                  | 19 agosto 2001 | 1º giugno 2004  |

## Fisher & figli
- Titolo originale: Pilot
- Diretto da: Alan Ball
- Scritto da: Alan Ball

Nathaniel Fisher, dopo essere morto, prende un autobus e si allontana salutando suo figlio Nate

- Morte di: Nathaniel Samuel Fisher (1943-2000 - incidente stradale)

### Trama
La morte improvvisa di Nathaniel Fisher, proprietario dell'agenzia funebre Fisher e figli di Los Angeles, sconvolge la vita dell'intera famiglia Fisher: il figlio Nate, appena tornato a casa da Seattle per Natale, l'inflessibile figlio minore David, la figlia più giovane Claire e la fragile moglie Ruth. I preparativi per il funerale saranno l'occasione per confessioni e sfoghi da parte di tutta la famiglia. A completare il quadro ci sono Brenda Chenowith, amante occasionale di Nate, appena conosciuto in aereo, Keith Charles, inconfessato amore omosessuale di David, e Federico Diaz, il restauratore e imbalsamatore della ditta.

## Il testamento
- Titolo originale: The Will
- Diretto da: Miguel Arteta
- Scritto da: Christian Williams
- Morte di: Chandler James Swanson (1967-2001 - frattura al cranio durante un tuffo in piscina)

### Trama
Chandler James Swanson, dopo una riunione di affari con amici, si tuffa in piscina fratturandosi il cranio. Per il funerale la moglie ordina una cerimonia molto dispendiosa, ma David scopre che il defunto era in realtà un truffatore ed aveva lasciato la moglie ed il figlio appena nato completamente al verde. Il funerale viene celebrato con la sola presenza della moglie ed il corpo verrà cremato. Con una idea di Nate, i Fisher riescono a far rientrare molte delle spese sostenute per il funerale Swanson riutilizzando molti elementi per un secondo funerale, con il consenso della famiglia del secondo defunto.
L'apertura del testamento di Nathaniel riserva alcune sgradite sorprese in casa Fisher: l'uomo ha infatti lasciato l'impresa ai due figli in parti uguali, con grande disappunto di David, i contanti vengono lasciati interamente alla moglie, mentre a Claire vengono coperte le spese scolastiche. Claire si avvicina sempre di più a Gabriel, suo compagno di scuola. Ruth riceve un'offerta di acquisto da parte di Gilardi, il rappresentante della Khroener Service International, una multinazionale del settore delle onoranze funebri, il quale aveva già parlato anche con David il giorno del funerale del padre. Nate fa un'inquietante scoperta a proposito di Brenda. 

## A piede libero
- Titolo originale: The Foot
- Diretto da: John Patterson
- Scritto da: Bruce Eric Kaplan
- Morte di: Thomas Alfredo Romano (1944-2001 - frantumato da un'impastatrice automatica)

### Trama
Thomas Alfredo Romano sta pulendo un'impastatrice automatica quando, per errore, il collega scivolando l'attiva facendolo a pezzi. Nate si reca all'obitorio e recupera il cadavere trasportandolo in ufficio, ma, cercando di ricomporlo, ne fa cadere tutti i pezzi sul pavimento. La famiglia insiste affinché il defunto sia completamente ricomposto. Federico si accorge della mancanza di un piede ma rimedia utilizzando una zampa di animale. Durante il funerale la famiglia controlla se il corpo sia effettivamente intero, senza notare nulla. Il piede verrà trovato da un cane durante una passeggiata con la proprietaria.
Nate, David, Claire e Ruth discutono se vendere o meno l'impresa alla Khroener, decidendo di accettare l'offerta, anche se David è contrario; Nate si incontra con Gilardi, per comunicare la decisione presa e ricevere l'anticipo. Claire scopre che Gabriel ha parlato con amici dei loro rapporti amorosi e si vendica mettendogli nell'armadietto scolastico il piede del signor Romano, rubato quando Nate ha fatto cadere il corpo. Ruth fa fatica ad accettare la perdita del marito, nonostante l'aiuto di un'amica, e si dedica alle scommesse sportive, perdendo alte somme di denaro. Dopo aver riflettuto, Nate decide di rinunciare alla vendita della società e strappa l'assegno ricevuto, comunicando a Gilardi la decisione presa dalla famiglia; Questi, deluso dal comportamento dei Fisher, acquista la casa abbandonata di fronte alla loro, confidandogli che verrà adibita come filiale Khroener quale forno crematorio. Nate e Brenda si recano nella casa in questione per ricordarne i vicini. Claire e Keith cercano insieme il piede scomparso ma senza successo e la ragazza scopre che il fratello è omosessuale. La sera stessa la casa acquistata dalla Khroener va a fuoco.

## Un consulente dall'altro mondo
- Titolo originale: Familia
- Diretto da: Lisa Cholodenko
- Scritto da: Laurence Andries
- Morte di: Manuel "Paco" Antonio Pedro Bolin (1980-2001 - ucciso in una sparatoria)

### Trama
Manual Antonio Pedro Bolin, membro di una gang, rimane senza macchina in un quartiere rivale e, mentre cerca di chiedere aiuto da un telefono pubblico, viene ucciso con colpi di pistola a distanza ravvicinata. I genitori vorrebbero pagare il funerale, ma non ne hanno la possibilità; Parallelamente a loro, il capo della gang di Paco vorrebbe farne uno in grande stile. La situazione verrà controllata con l'aiuto di Federico ed il funerale verrà celebrato con le scelte della famiglia del ragazzo.
Nate e Brenda vengono indagati dalla polizia per l'incendio del nuovo crematorio della Khroener. Keith e David hanno dei contrasti, dovuti alla poca volontà di quest'ultimo di dichiarare apertamente la propria omosessualità. David ha varie visioni del defunto Paco, da cui imparerà a gestire la sua natura segreta ed i rapporti con Gilardi. Una cena di famiglia, a cui viene invitata anche Brenda, si trasforma in un'occasione decisamente imbarazzante, in quanto la stessa e Nate vengono sorpresi durante l'atto amoroso da Ruth. Gilardi minaccia i Fisher di farli chiudere entro un mese, avendo già convinto i fornitori abituali ad alzare i prezzi, ma viene a sua volta minacciato da David. Claire nega sinceramente alla madre di aver appiccato l'incendio, mentre Nate sospetta che la responsabile sia Brenda.

## Funerale a luci rosse
- Titolo originale: An Open Book
- Diretto da: Kathy Bates
- Scritto da: Alan Ball
- Morte di: Jean Louise McArthur "Viveca St. John" (1957-2001 - folgorazione nella vasca da bagno)

### Trama
Jean Louise McArthur, alias Viveca St. John, attrice di film hard, sta facendo un bagno per prepararsi ad un incontro romantico quando, accidentalmente, il suo gatto fa cadere nella vasca un elettrodomestico collegato alla corrente, folgorandola. Federico ha alcuni problemi con il corpo per via dei seni rifatti. Al funerale, molto costoso e pagato interamente dall'uomo con cui sarebbe dovuta uscire, partecipano varie star del film a luci rosse, creando un'atmosfera irreale per la funzione.
David, che ha ripreso ad accompagnare Ruth alla chiesa di San Bartolomeo, riceve dal parroco la proposta di diventare diacono. Nate ha uno strano incontro con gli strambi genitori di Brenda, Margaret e Bernard, da cui apprende alcune informazioni sulla donna, soprattutto il suo Q.I. molto elevato; I due si confrontano e si fidanzano. Su consiglio di un consulente scolastico, Ruth e Claire cercano di migliorare il loro rapporto madre/figlia. David e Keith vengono sorpresi insieme da Nate e Brenda e, indirettamente, il fratello minore dichiara la sua omosessualità; Successivamente la coppia maschile litiga poiché David non vuole dichiarare apertamente a tutti la sua vera natura. Nate conosce Billy, il fratello di Brenda. David diventa diacono, posizione da cui potrà ottenere maggiori incarichi lavorativi.

## Nel nome del Padre
- Titolo originale: The Room
- Diretto da: Rodrigo García
- Scritto da: Christian Taylor
- Morte di: Mildred "Hattie" Effinger Jones (1922-2001 - cause naturali)

### Trama
Mildred Effinger Jones viene trovata morta dal marito una mattina dopo essersi svegliato. Non riuscendo ad accettare l'accaduto, il marito passa le giornate e le notti nella camera ardente della moglie e si dimostra burbero e molto scortese con la famiglia Fisher; Il giorno prima del funerale viene trovato morto da Nate, seduto vicino alla bara della moglie.
Nate scopre che suo padre aveva una doppia vita di cui nessuno era a conoscenza e che la nascondeva ottenendo favori, in cambio di denaro, per i lavori svolti: riceveva mensilmente marijuana ed usufruiva di una camera in un retro di un locale. Claire e Brenda si conoscono meglio nel corso di alcuni lavoretti domestici e la giovane Fisher è affascinata da Billy, ma dovrà affrontare una grossa delusione, venendo poi aiutata dalla stessa Brenda. David viene letteralmente assediato da Tracy, una vecchia cliente, finché non l'allontana bruscamente; Inoltre, non riuscendo a far fronte all'abbandono di Keith, si lascia coinvolgere in avventure sessuali ad alto rischio. Ruth, che aveva deciso di chiudere la storia extra-coniugale, a causa delle attenzioni del fiorista Nikolai, decide di ritornare a vedere Hiram.

## Caino e Abele
- Titolo originale: Brotherhood
- Diretto da: Jim McBride
- Scritto da: Christian Williams
- Morte di: Victor Wayne Kovitch (1971-2001 - sindrome della guerra del Golfo)

### Trama
Victor Wayne Kovitch, soldato di stanza in Iraq, muore nel suo letto di ospedale per via di un tumore rimediato a causa di una incursione in un deposito di armi chimiche. Il fratello vorrebbe che il suo corpo venga cremato così da poter disperderne le ceneri e non dover pagare per un funerale; Nate scopre invece che il defunto aveva chiesto un funerale militare. David, inizialmente dalla parte del cliente, acconsente a Nate di procedere secondo le volontà del defunto. Il fratello di Victor, che aveva combattuto per far ottenere al soldato un riconoscimento per ciò che aveva subito, scopre di non conoscere il fratello come pensava. Il funerale, pagato interamente dall'Esercito, si svolge con rito militare ma con il corpo cremato.
Nello svolgimento delle sue funzioni di diacono, David si accorge delle diverse fazioni presenti all'interno del consiglio parrocchiale. Ruth, che trova lavoro presso il negozio di Nikolai, invita a cena Hiram. Claire perde interesse per l'istruzione scolastica in quanto non la reputa utile nella vita futura. Nate scopre che Billy ha problemi mentali ed ostacola la sua relazione con Brenda, la quale sceglie di stare con il fratello piuttosto che con il compagno. Federico riceve una telefonata dal signor Gilardi.

## Destini incrociati
- Titolo originale: Crossroads
- Diretto da: Allen Coulter
- Scritto da: Laurence Andries
- Morte di: Chloe Anne Bryant Yorkin (1959-2001 - si scontra con una gru mentre si sporge dal tettuccio di una limousine)

### Trama
Chloe Anne Bryant Yorkin, donna neo-divorziata, sta festeggiando con le amiche in una limousine e, sporgendosi dal tettuccio, sbatte violentemente la testa contro il cestello di una gru, rompendosi completamente il cranio; L'incarico è però della Khroener.
Per far fronte ad un periodo di crisi, Nate propone di usare la camera ardente per delle lezioni di ballo dove David inizia una relazione con Kurt, l'istruttore. Federico viene contattato da Gilardi per una consulenza esterna alla Khroener proprio riguardante l'irripetibile caso della signora Yorkin, venendo però scoperto dai fratelli Fisher; Scopre inoltre che è stato lo stesso Gilardi a bruciare la casa acquistata poco prima e che non era prevista nessuna nuova filiale. Claire, partita per una escursione scolastica, scopre che le persone spesso indossano una maschera per nascondere loro stesse. Ruth divide il suo amore tra Hiram e Nikolai. Nate ha ancora problemi con Brenda ma i due riescono a risolverli. Federico riceve un'offerta di lavoro da Gilardi e, vista l'impossibilità dei Fisher di farlo socio nell'impresa di famiglia, accetta di lavorare per la Khroener.

## La vita è troppo breve
- Titolo originale: Life's Too Short
- Diretto da: Jeremy Podeswa
- Scritto da: Christian Taylor
- Morte di: Anthony Christopher Finelli (1994-2001 - si spara involontariamente)

### Trama
Anthony Christopher Finelli, fratellino minore di Gabriel, ragazzo a cui Claire nascose il piede nell'armadietto, si spara accidentalmente alla testa utilizzando la pistola del padre. La madre, sconvolta, preferisce un funerale a bara chiusa. Durante la cerimonia, il padre del ragazzo, partito da alcuni anni per guadagnare qualche soldo da lasciare alla famiglia, irrompe bruscamente ed avventandosi su Gabriel; Nate riesce a calmarlo e fargli capire che, probabilmente, non ha sfruttato appieno la poca esistenza del figlio ormai defunto.
Claire, dopo aver scoperto ciò che è accaduto al fratello di Gabriel, si riavvicina a quest'ultimo. La relazione fra Kurt e David si fa sempre più intensa, ma prende una brutta piega quando il primo offre dell'ecstasy al secondo. Nate scopre di non aver superato il test per l'ottenimento della licenza di impresario funebre e Brenda, per cercare di aiutarlo ad essere migliore nel suo lavoro, lo convince a girare per una serie di imprese funebri fingendosi una coppia che deve organizzare un funerale; Il ragazzo scoprirà che tutte le imprese funebri mirano esclusivamente al guadagno e non all'essere di sostegno alle persone. In campeggio con Hiram, Ruth vive un'esperienza fuori dall'ordinario quando prende per sbaglio una pillola di ecstasy di David.

## Senza fede
- Titolo originale: The New Person
- Diretto da: Kathy Bates
- Scritto da: Bruce Eric Kaplan
- Morte di: Jonathan Arthur Hanley (1946-2001 - ucciso dalla moglie con una padellata in testa)

### Trama
Jonathan Arthur Hanley, uomo con una parlantina senza fine, viene ucciso dalla moglie con un colpo in testa utilizzando una padella; La stessa si giustificherà con la polizia dicendo che la vittima era una persona molto noiosa.
I Fisher iniziano la ricerca di un sostituto per Federico, facendo cadere la loro scelta su Angela; La ragazza si dimostra molto preparata ma altrettanto estroversa e curiosa sui fatti altrui. Nate e Billy continuano a scontrarsi e Brenda rivela al compagno che il fratello tentò il suicidio molti anni prima, condizionando così la sua vita; La ragazza scopre però che i genitori le hanno mentito sul passato del ragazzo e che ora vorrebbero internarlo in un istituto psichiatrico. Claire e Gabriel instaurano una seconda relazione finché il ragazzo non scompare dicendole addio. David cerca di riallacciare i suoi rapporti che Keith, ma i suoi tentativi sono vani. L'amore di Ruth sembra ora pendere più verso Nikolai. All'ennesima battuta sarcastica di Angela, David la licenzia, con grande rammarico della ragazza; Prima di andarsene, involontariamente, rivela a Ruth che il figlio minore è omosessuale. Nate fa visita a Federico e lo convince a tornare a lavorare per la famiglia Fisher; Apprende dal giovane anche tutte le vicende della Khroener.

## Il viaggio
- Titolo originale: The Trip
- Diretto da: Michael Engler
- Scritto da: Rick Cleveland
- Morte di: Dillon Michael Cooper (2001-2001 - sindrome della morte improvvisa del lattante)

### Trama
Dillon Michael Cooper, neonato di appena tre settimane, muore nella culla di fronte ai genitori, senza che questi se ne rendano conto; Gli stessi genitori, non sapendo di poter procedere con il funerale, rimangono spiazzati dalle richieste dei fratelli Fisher su come organizzare la cerimonia. Al funerale, preparato da Federico, i parenti più stretti del neonato lo vedono per la prima, e ultima, volta.
Ruth trova sempre più difficile accettare la possibilità che David sia omosessuale e al lavoro viene rimproverata per essere troppo "funebre" nelle sue composizioni. Nate e David si recano a Las Vegas per la conferenza annuale degli impresari funebri; A loro si unirà anche Brenda, la quale cerca di allontanarsi dal fratello. Claire apprende che Gabriel è ricoverato in ospedale per overdose, quando in realtà ha tentato il suicidio. Federico ha problemi ad occuparsi del corpo del piccolo defunto, in quanto lo paragona al secondo figlio che sta aspettando dalla moglie Vanessa. Durante la conferenza, Nate confida a Gilardi di sapere che l'incendio della casa abbandonata è opera sua mentre David tiene un seminario in cui attacca direttamente la Khroener, venendo elogiato dagli altri partecipanti. Brenda scopre che Billy li ha seguiti a Las Vegas e ne rimane scioccata, soprattutto quando si accorge che si è introdotto nella loro camera d'albergo. David, che continua ad avere appuntamenti promiscui, viene arrestato dalla polizia per atti osceni in luogo pubblico, in quanto sorpreso nell'atto sessuale in un parcheggio; In suo aiuto chiama Keith che gli evita problemi ben più gravi. Il secondo figlio di Federico, Augusto, nasce ma non senza qualche problema iniziale.

## Una questione privata
- Titolo originale: A Private Life
- Diretto da: Rodrigo García
- Scritto da: Kate Robin
- Morte di: Marcus Foster, jr. (1978-2001 - picchiato a morte)

### Trama
Marcus Foster Jr, giovane ragazzo omosessuale, viene picchiato a morte per strada mentre con il compagno effettuava un prelievo al bancomat. David, vista la causa della morte, consiglia alla famiglia un funerale a bara chiusa ma questa, segretamente a conoscenza della natura del figlio, preferisce vederlo per dargli l'ultimo saluto; Sarà proprio David ad occuparsi del corpo. Il funerale verrà celebrato sotto l'occhio di un gruppo di anti-omosessuali.
Il ritorno a scuola dopo l'overdose è difficile per Gabriel e Claire cerca in tutti i modi di aiutarlo. Brenda e Billy litigano ancora e la ragazza decide di cacciarlo di casa; Poco dopo decide anche di separarsi da Nate. David ha delle visioni del defunto, che lo faranno riflettere su sé stesso. Ruth chiede consiglio a Robbie, suo collega di lavoro ed omosessuale, per come discutere con il figlio minore. Keith, incaricato di sorvegliare il funerale del giovane defunto, e David si riavvicinano. Durante la cerimonia per il funerale di Marcus, presidiata da un gruppo di anti-omosessuali, David ha uno scontro fisico con uno di loro. Brenda, dopo essere stata aggredita violentemente da Billy, decide di far ricoverare il fratello in un ospedale psichiatrico. David confida di essere omosessuale prima a Federico, il quale preferisce non averne nulla a che fare, e successivamente alla madre, che non ha problemi ad accettarlo.

## La zia Lilian
- Titolo originale: Knock, Knock
- Diretto da: Alan Ball
- Scritto da: Alan Ball
- Morte di: Lilian Grace Montrose (1939-2001 - colpita al capo da una palla da golf)

### Trama
Lilian Grace Montrose, zia di Tracy, viene colpita alla testa da una pallina da golf nel country club in cui passa le sue giornate, morendo sul colpo; La proprietaria della pallina è Mizzy, una signora direttrice della Khroener. Tracy, che era molto legata alla defunta, organizza il funerale asfissiando David, poiché varia spesso gli ordini e si lamenta di ogni cosa; Federico, prima, e Nate, poi, l'affrontano per farle decidere definitivamente come celebrare il rito. Durante la cerimonia, Nate fa capire alla ragazza, rimasta ormai sola, che la morte è necessaria per obbligare le persone a vivere ogni giorno al meglio delle loro possibilità.
Brenda, tornata con Nate, visita Billy nell'ospedale psichiatrico; Durante il viaggio di ritorno, per una disattenzione della ragazza alla guida, i due hanno un incidente stradale, riportando lievi ferite; A Nate viene però rilevata una malformazione del cervello, che potrebbe causargli problemi futuri. David confessa al consiglio parrocchiale la sua omosessualità; Il ragazzo continua ad avere visioni di Marcus ed a cercare di ripristinare la sua relazione con Keith. Claire e Gabriel instaurano una relazione, ma il ragazzo ricomincia a frequentare i vecchi amici e commette una rapina a mano armata in un piccolo negozio, venendo ripreso dalle telecamere di sorveglianza. Ruth, dopo essere stata lasciata da Hiram, si dedica completamente a Nikolai. Federico organizza il battesimo del nuovo figlio nella stanza di casa Fisher in cui vengono esposti i corpi dei defunti.